# CPAP

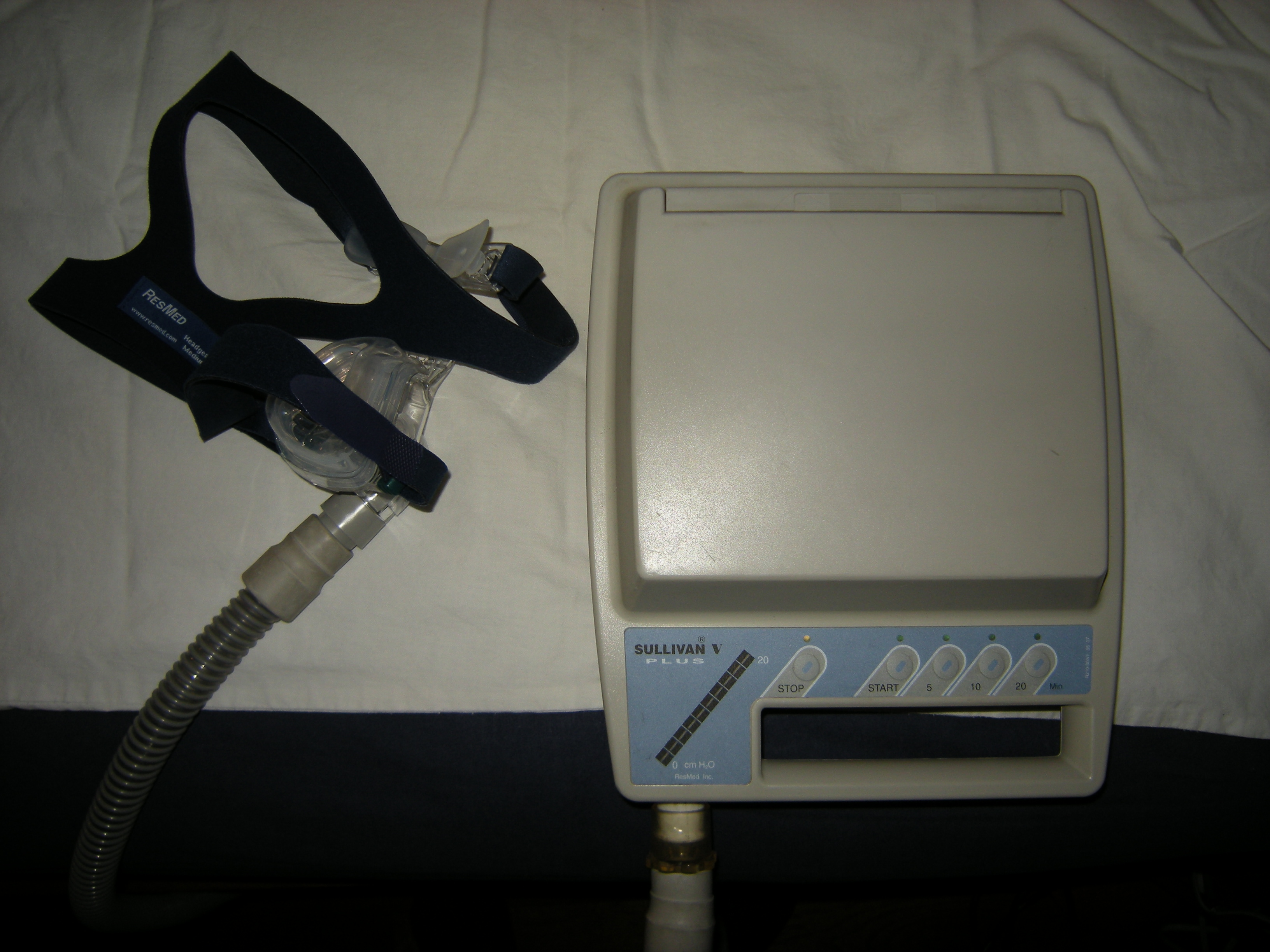
Апарат CPAP середини 1990-х років «Sullivan V Plus» (Австралія)

CPAP, або жаргонізм сіпап (від англ. Continuous Positive Airway Pressure, сталий додатковий тиск повітря або постійний позитивний тиск у дихальних шляхах, СДТП) — метод штучної вентиляції легень, найбільш відомий завдяки лікуванню синдрому сонного апное. Його також використовують для лікування різноманітних типів дихальної недостатності шляхом інвазивної та неінвазивної вентиляції легень.
Апарат для застосування цього методу — це спеціальна повітряна помпа, під'єднана до спеціальної медичної маски для обличчя, яка закриває ніс, або рот і ніс.

## Історія
CPAP-терапія та апарат CPAP були запропоновані та введені в клінічну практику в 1981 році австралійським лікарем — професором Коліном Салліваном (англ. Colin Sullivan) для лікування обструктивного апное сну. Також цей спосіб неінвазивної штучної вентиляції легенів використовується у складі складніших апаратів штучної вентиляції легенів з метою запобігання пошкодження легеневої тканини надлишковим тиском при тривалій штучній вентиляції.

## Принцип роботи
Апарат CPAP — це невеликий компресор, який подає сталий потік повітря під певним тиском у дихальні шляхи через гнучку трубку і герметичну носову маску. Таким чином, він не дає дихальним шляхам змикатися і блокувати надходження повітря (і необхідного для організму кисню). Внаслідок цього зникає ризик раптової смерті від гіпоксії, а також забезпечується нормальний сон. Пацієнт висипається і наступного дня відчуває себе здоровим. Зникає ранкова втома, розбитість, сонливість, «неясність» свідомості, важкість у голові. Істотно зменшується ризик автомобільних аварій та інших надзвичайних подій через несподіване засипання.[джерело?]

## Види
Існують різні за функціональністю модифікації апаратів CPAP:
- Auto-CPAP (англ. APAP, AutoPAP, AutoCPAP) — CPAP з автоматичним визначенням рівня необхідного тиску повітря, що нагнітається, апарат подає повітряний потік тільки в момент зупинки дихання, поступово збільшуючи його доти, поки не відбудеться вдих;
- BPAP (від англ. Biphasic Positive Airway Pressure, BiPAP, VPAP) — апарат, який створює на вдиху і видиху пацієнта тиски різного рівня.

В цей час на ринку представлено багато моделей апаратів CPAP (також BPAP, Auto-CPAP та інші модифікації) великої кількості компаній-виробників: Breas (Швеція), DeVilbiss (США), Fisher & Paykel (США), РесМед (Австралія, США), Respironics (США), Tyco Healthcare (Франція), Weinmann (Німеччина), Істок-Система (Росія) та інших.
Сучасні CPAP-апарати спроможні достатньо точно відрізняти центральне апное від обструктивного завдяки новій технології OOP (визначення піків обструктивного тиску)

## Показання
В наш час CPAP-терапія використовується при лікуванні хропіння, апное сну, артеріальної гіпертонії, дихальної недостатності, серцево-судинних захворювань, денної сонливості, ожиріння, імпотенції, цукрового діабету, безсоння, депресії.

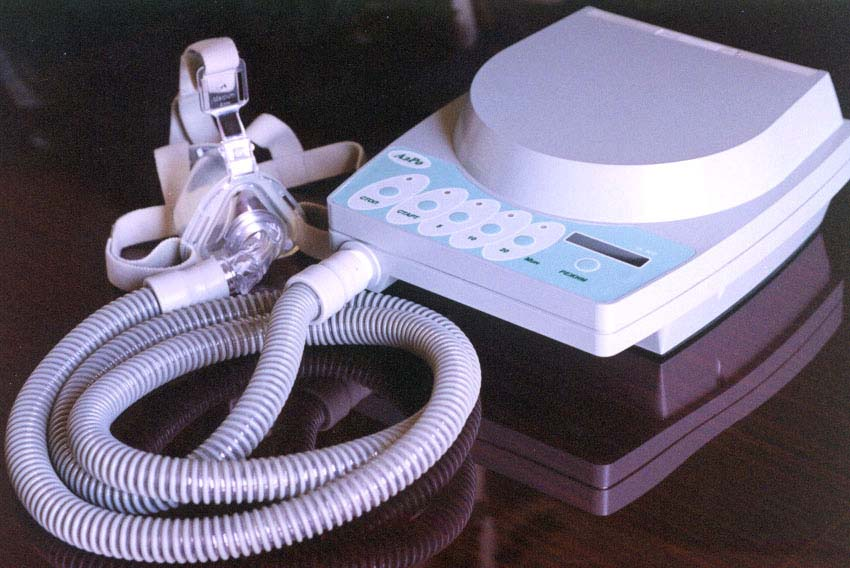
Апарат СІПАП 2001

Терапія із застосуванням апаратів CPAP триває протягом декількох місяців, а у важких випадках — протягом усього життя. Підбір режимів використання CPAP (а також розв'язання питання про необхідність її застосування) проводиться під час полісомнографії — дослідження сну пацієнта в спеціальній лабораторії. Назальні маски для CPAP-терапії розрізняються за розмірами та характеристиками й також повинні підбиратися лікарем.

### Відео
- Нюанси використання Bubble-CPAP [Архівовано 1 липня 2020 у Wayback Machine.] 2020, youtube, 7 хв 31 сек